# Худяков Сергій Олександрович
Сергі́й Олекса́ндрович Худяко́в (рос. Сергей Александрович Худяков), справжнє ім'я Армена́к Арте́мович Ханферя́нц (вірм. Արմենակ Արտեմի Խանֆերյանց; 7 січня 1902 — 18 квітня 1950) — радянський воєначальник, маршал авіації (19.08.1944).

## Життєпис
Народився в селі Мец Тахлар, нині — Гадрутський район Нагірно-Карабаської Республіки, в селянській родині. Вірменин. У п'ятирічному віці втратив батька. З 1908 року навчався у Тахларському двокласному училищі, яке закінчив у 1914 році. Того ж року виїхав до Баку, влаштувався на роботу на нафтопромисли, де працював телефоністом-монтером. Був залучений більшовиками до революційної діяльності. Після захоплення Баку турками, на одному з пароплавів залишив місто.

### Громадянська війна в Росії
У лавах РСЧА з 1918 року. Учасник Громадянської війни в Росії: у складі стрілецького полку 1-ї кінної армії брав участь в обороні Царицина, командував взводом, згодом — кавалерійським ескадроном на Закавказькому фронті. Використовував ім'я та біографію загиблого в бою товариша.

### Міжвоєнний період
У 1922 році закінчив 2-гі кавалерійські курси удосконалення командного складу в Тифлісі; з 1924 року працював начальником полкової школи; з 1928 по 1931 роки — начальник штабу червоно-козачого кавалерійського полку в Ізяславі Кам'янець-Подільської області. Член ВКП(б) з 1924 року.
У 1936 році майор С. О. Худяков закінчив командний факультет Військово-повітряної академії РСЧА імені М. Є. Жуковського і направлений в Білоруський військовий округ на посаду начальника оперативного відділення штабу авіаційної бригади. У 1937 році призначений начальником оперативного відділення штабу ВПС, а у 1938 році — начальником тилу управління ВПС.

### Друга світова війна
Початок німецько-радянської війни полковник С. О. Худяков зустрів на посаді начальника штабу ВПС Західного особливого військового округу. Як командувач ВПС Західного фронту брав участь в обороні Москви. Зі створенням у 1942 році повітряних армій, призначений начальником штабу ВПС РСЧА, а за місяць — командувачем 1-ї повітряної армії Західного фронту.
У 1943 році генерал-полковник авіації С. О. Худяков координував бойові дії авіації Воронезького і Степового фронтів під час Курської битви та битви за Дніпро. Того ж року грамотно організував переліт радянської урядової делегації на Тегеранську конференцію.
З серпня 1944 року — начальник штабу і заступник командувача ВПС РСЧА. У березні 1945 року призначений командувачем 12-ю повітряною армією Забайкальського фронту. У подальшому командував ВПС Далекосхідного військового округу.

### Арешт і розстріл
14 грудня 1945 року маршал авіації С. О. Худяков був заарештований в Читі і доставлений до Москви, де йому було висунуто звинувачення за статтею 58-1 «б» КК РРФСР (зрада Батьківщині). Паралельно з цим був звинувачений у присвоєнні трофейного майна і цінностей зі зниклого літака, що підпадало під статтю 193-17 «а». Слідство у справі тривало понад чотири роки і закінчилося у 1949 році. 18 квітня 1950 року С. О. Худяков був засуджений до вищої міри покарання — розстрілу з конфіскацією майна. Розстріляний того ж дня, похований у загальній могилі на Донському кладовищі.

### Реабілітація
У серпні 1954 року Головна військова прокуратура СРСР розпочала наглядовий розгляд матеріалів архівно-слідчої справи № 100384. Військовий прокурор, який здійснював нагляд, зробив висновок про винесення архівно-слідчої справи на повторний розгляд Військової колегії Верховного Суду СРСР з пропозицією скасувати вирок у зв'язку з нововиявленими обставинами. У цьому службовому документі вперше називалися справжні прізвище, ім'я та по батькові маршала — Ханферянц Арменак Артемович.
При повторному розгляді справи Військовою колегією Верховного суду СРСР було встановлено, що показання Худякова-Ханферянца ніякими об'єктивними даними не підтверджені.
18 серпня 1954 року Військова колегія Верховного Суду СРСР визначенням № 4н-09087/54 постановила: вирок від 18 квітня 1950 року у відношенні Худякова Сергія Олександровича, він же Ханферянц Арменак Артемович, скасувати за нововиявленими обставинами і справу про нього за відсутністю складу злочину виробництвом припинити.
Указом Президії Верховної Ради СРСР від 6 липня 1965 року реабілітований за рішенням суду С. О. Худяков був посмертно відновлений у військовому званні «маршала авіації» й у правах на нагороди. Дещо згодом партійна комісія при ГПУ Радянської армії і ВМФ відновила маршала авіації Худякова в рядах КПРС.

## Нагороди
Нагороджений орденом Леніна, двома орденами Червоного Прапора, орденами Суворова 1-го та 2-го ступенів, двома орденами Кутузова 1-го ступеня (29.07.1944, 08.09.1945), орденом Червоної Зірки, медалями та іноземними нагородами.